# Плазма (кекс)
Плазма, позната као Лане ван Србије, бренд је из Пожаревца, који 1974. године постаје најуспешнији бренд у Југославији. Године 1983. плазма је усклађена са Међународним кодексом „Храна 5”. „Плазма Млевена” почиње са производњом 1988. Добитник је награде „Оскар за производ који је обележио 20. век” 1994, коју додељује бриселски Институт заједница за промоцију предузећа. Године 2000. је расписан конкурс за девојчицу чији ће се лик наћи на редизајнираној амбалажи Плазма кекса.  
Године 2002. године добија Golden Web Award од стране Међународне асоцијације вебмастера и дизајнера, за први бренд сајт у Југославији, а 2003. године награду Gold Trade Mark Института ICEPEC у Бриселу. Плазма је 2004. године проглашена за „најбољу робну марку Србије” од стране Министарства трговине, туризма и телекомуникација Републике Србије и листа Преглед.

## Историја
Године 2006. Плазма је добила редизајн портфолија и почиње са производњом кекса „Мини Плазма”, који је обележио искорак на тржишту по питању формата, у кесици као практичној амбалажи. „Чоко плазма” је лансирана 2008. и исте године је проглашена за „Најбољи нови бренд” од стране Привредне коморе Србије. Године 2011. лансиран је једини њихов посни производ на тржишту -- „Посна плазма”, обогаћена минералима, истог укуса и мириса као и оригинална плазма. Следеће године је у продају пуштена „Плазма diet”, без додатног шећера. Године 2013. је лансирана „Плазма чоко XXL”, највећа плазма до тада, а 2014. „Плазма milky sandwich”. Године 2016. је у продају пуштена „Плазма мини мини”, најмања плазма до тада.
Године 2017. Плазма је обележила 50 година постојања лансирањем производа „Плазма слана”. Следеће године почиње са производњом „Плазма коцка”, а 2020. „Плазма ритуал”, специјална едиција плазме у три различита паковања која носе поруке љубав, јутро и жеље, и „Плазма стикси”, плазма са највише чоколаде до тада. Кампанија је исте године освојила признање „Disrupt Brutal”. Године 2021. је у продају пуштен производ „PlazMix”.
Дана 29. јуна 2024. године изгорело је око 500 2 у фабрици Бамби у Пожаревцу. Иако је пожар брзо локализован, линија за производњу плазма кекса је обуставила производњу, што је довело до несташица неких укуса кекса у продавницама.
Плазми је име дао Момчило Филиповић, директор и оснивач компаније „Бамби”, док се почетак производње везује за Петра Тутовца.